# Генуезький університет
Генуе́зький університе́т (італ. Università degli Studi di Genova) — один з найбільших університетів Італії. Розташований в регіоні Лігурія на італійській Рив'єрі, заснований 1481 року. Станом на 2009 рік у ньому навчалося 36728 студентів, працювало 1800 викладачів і наукових співробітників, а також 1580 адміністративних співробітників.

## Територія університету
Університет Генуї розділений на кілька самостійних кампусів, розташованих у різних районах міста. Будинки основного приміщення університету (Via Balbi, 5) спроектував і побудував архітектор Бартоломео Біанко в 1640 році, новий комплекс для факультетів хімії, інформатики, математики і фізики в Valletta Puggia, побудований в 1980–1990 роках. Факультет економіки розташовується у відреставрованих у 1996 році старих доках порту. Ботанічний сад університету, Orto Botanico dell'Università di Genova, займає один гектар в центрі міста, поруч з головною будівлею університету.
До складу університету Генуї входить також низка регіональних навчальних закладів у містах Савона, Імперія, Санта-Маргерита-Лігуре, Вентімілья і Ла-Спеція.

## Факультети
- архітектури
- філології та філософії
- економіки
- педагогіки
- інженерний
- іноземних мов та літератури
- права
- математичних, фізичних та природничих наук
- медицини та хірургії
- фармакології
- політичних і соціальних наук

Університет Генуї також включає 53 наукових відділів і відділ, який зайнятий дослідженнями в галузі ІТ.